# Aleksandr Zajtsev (kunstschaatser)
Aleksandr Gennadijevitsj Zajtsev (Russisch: Александр Геннадиевич Зайцев) (Leningrad, 16 juni 1952) is een Russisch voormalig kunstschaatser. Hij won met zijn schaatspartner Irina Rodnina twee gouden medailles bij de Olympische Winterspelen in Innsbruck en in Lake Placid. Rodnina en Zajtsev werden zes keer wereldkampioen en zeven keer Europees kampioen.

## Biografie
Zajtsev werd in 1972 door de coach van toenmalig olympisch kampioene, en viervoudig wereldkampioene, Irina Rodnina benaderd. De schaatspartner van Rodnina, Aleksej Oelanov, had kort na de Spelen van München besloten zijn carrière voort te zetten met kunstschaatsster Ljoedmila Smirnova, met wie hij een relatie had gekregen. De coach van Rodnina raadde haar aan om verder te gaan met de onervaren Aleksandr Zajtsev. Dat bleek een goede zet. Het leverde het paar zes gouden WK-medailles en zeven gouden EK-medailles op. Ze stonden bij de Spelen van Innsbruck 1976 en Lake Placid 1980 eveneens op het hoogste podium.
Zajtsev huwde in 1975 met Rodnina en kreeg in 1979 met haar een zoon. Na de Spelen van 1980 scheidden ze.

## Belangrijke resultaten
1972-1980 met Irina Rodnina (voor de Sovjet-Unie uitkomend)
| Kampioenschap           | 72/73 | 73/74 | 74/75 | 75/76 | 76/77 | 77/78 |  | 79/80 |
| ----------------------- | ----- | ----- | ----- | ----- | ----- | ----- |  | ----- |
| Olympische Spelen       |       |       |       | Goud  |       |       |  | Goud  |
| Wereldkampioenschap     | Goud  | Goud  | Goud  | Goud  | Goud  | Goud  |  |       |
| Europees kampioenschap  | Goud  | Goud  | Goud  | Goud  | Goud  | Goud  |  | Goud  |
| Nationaal kampioenschap | Goud  | Goud  | Goud  |       | Goud  |       |  |       |

1908: Anna Hübler / Heinrich Burger ·
1920: Ludovika Jakobsson / Walter Jakobsson ·
1924: Helene Engelmann / Alfred Berger ·
1928: Andrée Joly / Pierre Brunet ·
1932: Andrée Brunet / Pierre Brunet ·
1936: Maxi Herber / Ernst Baier ·
1948: Micheline Lannoy / Pierre Baugniet ·
1952: Ria Baran / Paul Falk ·
1956: Sissy Schwarz / Kurt Oppelt ·
1960: Barbara Wagner / Robert Paul ·
1964: Ljoedmila Belooesova / Oleg Protopopov ·
1968: Ljoedmila Belooesova / Oleg Protopopov ·
1972: Irina Rodnina / Aleksej Oelanov ·
1976: Irina Rodnina / Aleksandr Zajtsev ·
1980: Irina Rodnina / Aleksandr Zajtsev ·
1984: Jelena Valova / Oleg Vasiljev ·
1988: Jekaterina Gordejeva / Sergej Grinkov ·
1992: Natalja Misjkoetjonok / Artoer Dmitrijev ·
1994: Jekaterina Gordejeva / Sergej Grinkov ·
1998: Oksana Kazakova / Artoer Dmitrijev ·
2002: Jelena Berezjnaja / Anton Sicharoelidze en Jamie Salé / David Pelletier ·
2006: Tatjana Totmjanina / Maksim Marinin ·
2010: Shen Xue / Zhao Hongbo ·
2014: Tatjana Volosozjar / Maksim Trankov ·
2018: Aliona Savchenko / Bruno Massot ·
2022: Sui Wenjing / Han Cong